# Dvokodvweni
Dvokodvweni ist ein Inkhundla (Verwaltungseinheit) in Eswatini. Es ist 515 km² groß und hatte 2007 gemäß Volkszählung 28.252 Einwohner.

## Geographie
Das Inkhundla liegt im Nordwesten der Region Lubombo. Der Mtsindzekwa-Fluss bildet die Talebene, in der das Inkhundla liegt und von Westen und Osten von Höhenzügen begleitet wird.

## Gliederung
Das Inkhundla gliedert sich in die Imiphakatsi (Häuptlingsbezirke) Hlane, Malindza, Njabilweni, Ntandweni, Mdumezulu und Mhlagatane.